# Fedora Pouchina
Fedora Andreïeva Pouchina (russe : Федора Андреева Пушина) est un soldat soviétique de la Seconde Guerre Mondiale, lieutenant du 520e régiment de fusiliers de la 167e division des fusiliers, 38e armée du Premier front ukrainien.
Elle a reçu à titre posthume le titre d'héroïne de l'Union soviétique le 10 janvier 1944, pour avoir au prix de sa vie évacué des soldats blessés d'un hôpital en flamme, le 6 novembre 1943 près de Kiev.

## Enfance et éducation
Fedora Pouchina naît le 13 novembre 1923 à Ij-Zabelaglova (ru), dans l'actuelle république fédérale d'Oudmourtie (Russie), dixième enfant d'une famille de paysans. Elle déménage ensuite avec sa famille dans le village de Tukmashy, où elle vit jusqu'à la fin de sa scolarité.
En 1939, elle entre à l'école d'aide-médecins d'Ijvesk. En janvier 1942 elle est affectée au dispensaire médical et obstétrique du village de Kekoran (ru). Son travail consiste à recevoir les patients, mais aussi à vérifier les conditions sanitaires dans les écoles et fermes et à mener des enquêtes auprès de la population. Fedora Pouchina remplit à la fois les fonctions de chirurgien, de médecin généraliste, d'obstétricien et de pédiatre,.

## Carrière militaire
Fedora Pouchina est enrôlée dans l'Armée rouge en avril 1942. Elle est envoyée sur le front en août de la même année au sein du 520e régiment de fusiliers, appartenant à la 167e division de fusiliers (ru), de la 38e armée du Premier front ukrainien. Ses camarades de front la surnomment "Faïna".
Le 7 février 1943, dans le village de Prilep (raïon de Mantourovo, région de Koursk), elle secourt 45 soldats blessés sous le feu des mortiers ennemis. Le 11 février, dans le village voisin de Pusachi (ru), elle soigne 57 soldats au poste de secours. Quand l'Armée rouge évacue le village, Pouchina réussit à sauver matériel médical et médicaments. Le commandant de son régiment la propose alors pour la Médaille "du mérite militaire", mais la proposition est rejetée par le chef de la 167e division de fusiliers (ru), le major-général Ivan Ivanovitch Melnikov (ru), qui préfère lui faire décerner à la place l'ordre de l'Étoile rouge, décoration d'un rang supérieur,. Fedora Pouchina est décorée le 15 avril 1943,.
En novembre 1943, le 520e régiment de fusilliers prend part à la bataille de Kiev, et livre d'éprouvantes offensives pour détourner sur lui les forces ennemies. Son hôpital de campagne s'installe à Sviatoshino (ru), dans la banlieue de Kiev. Le matin du 6 novembre, les bombardiers allemands lancent un raid aérien sur la ville et l'une des bombes frappe le bâtiment abritant l'hôpital, qui prend feu. Pouchina et un autre membre de son unité, Nikolaï Kopiotionkov (ru) courent alors au milieu des flammes pour évacuer les blessés : Pouchina en sort trente, et se met en route pour aller en chercher un autre quand le bâtiment s'effondre sur elle.
Kopiotnikov l'en retire à la dernière seconde. Elle est alors grièvement blessée (brûlures et traumatisme crânien) et meurt dans les bras de son camarade quelques heures plus tard. Kopiotionkov est lui aussi gravement brûlé mais se rétablira, reprendra du service dans l'armée en 1944 et y fera carrière jusqu'en 1962. Fedora Pouchina et Nikolaï Kopiotionkov reçoivent le titre de héros de l'Union soviétique le 10 janvier 1944,,.

## Distinctions
Récompenses
- Héroïne de l'Union soviétique
- Ordre de Lénine
- Ordre de l'Étoile rouge

Hommages
- Une rue porte son nom à Sviatoshino (ru), à Kiev ainsi qu'une école de médecine à Ijevsk.
- Des mémoriaux à son nom sont érigés à Iakchour-Bodja et Ijevsk[5].